# Tersilochus orientalis
Tersilochus orientalis är en stekelart som först beskrevs av Tohru Uchida 1942.  Tersilochus orientalis ingår i släktet Tersilochus och familjen brokparasitsteklar. Inga underarter finns listade i Catalogue of Life.